# ショット・ブラスト
ショット・ブラスト は、単にブラストとも呼ばれ、投射材と呼ばれる粒体を加工物（ワーク）に衝突させ、ワークの加工等を行う手法である。
対象となるワークは金属、セラミック、ガラス、プラスチック等硬質なものが主ではあるが、ゴムのような軟質なものに対しても冷却硬化させてから用いる場合がある。
この手法は主にワークのバリの除去、表面研削、梨地加工のような模様付けなど広い意味での研削に用いられているが、金属の表面近傍に残留圧縮応力を付与させることによりばねやギアなどの疲労強度の向上、耐応力腐食割れの向上等にも用いられ、これを「ショットピーニング」という。
変わった用途として投射材の素材そのものをワークに転写することによりワーク表面を改質コーティングする手法もある。（二硫化モリブデン粒子を投射しワークに転写させて摩擦を減らす加工等）
日本にこの技術がもたらされたのは戦後のことで、日本鋳工株式会社（後の日本ブラストマシン株式会社、現在のJFEプラントエンジ株式会社）の取締役技監であった福田連博士がショット・ブラストを使用した金属疲労実験の成功により、同社がブラストマシン国産第一号機を開発、製造した。

## 投射方法による分類
機械式
主にインペラーと呼ばれる耐磨耗合金製の羽根車の遠心力により投射材を投射し、コントロールゲージと呼ばれるもので投射角度を決めて投射する手法であり、ショット・ブラストといえばほぼこの手法をいう。比較的広範囲に大量の投射材を投射できるため大物の処理や大量のワークの連続処理に向いている。主な適用例として鋳物などの砂落し、金属熱処理後の酸化膜スケールの除去、ショットピーニング等。
空気式
圧縮空気により投射材を投射する手法でありエアーブラストと呼ばれる、また特に砂を投射材に用いるものをサンドブラストと呼ぶこともある。主に空気流の負圧により投射材を気流に乗せる吸引式と圧縮空気に直接投射材を混合して噴射する直圧式に大別できる。機械式に比べ大量の投射材を広範囲に投射することはできないが、投射条件を細かく設定することができる、より細かい粒子を投射材に使用することができる（～数μm）、投射エネルギーを大きくすることができるなどの利点がある。また、噴射ノズルをマニピュレーター等の先端につけることによりパイプ状の内面や複雑な形状のワークの処理の自動化も行える。主な適用例としてバリ取り、表面研削、模様付け、ショットピーニング等があり、家庭でも使用可能な小型装置も販売されている。
湿式
主に水に投射材を混合噴射して加工を行う（ウエットブラスト）。上記の乾式は発生する粉塵対策のため集塵機が必須であり粉塵爆発の危険性も潜在的に存在するが、この手法の場合はその心配がない。また、乾式では投射材の飛散防止のためキャビネット内で作業が行われるが、この手法に関しては必要としない場合もある。
従来ワークの錆発生や水処理の問題から適用例は少なかったが、ショット・ブラストは粉塵爆発の危険性が高い事、脱脂のためアルカリ溶液を使用し環境に対する問題が近年懸念されることから、自動車メーカー、防振ゴム系大手、プリント基板系、超硬チップ系企業等で採用され始めている。（湿式ブラストはショット・ブラストと異なり油分や水分を取り除かなくても良く、ワークが濡れている間は錆びないので、加工上薬液や水などでワークが濡れている場にはこの方が効率が良い。）

## 投射材の種類
金属系
金属ワイヤーを切断したカットワイヤーやその角を丸めた粒子、アトマイズ法により作製された鋳鉄や鋳鋼の球形粒子（スチールショット、スチールビーズ）が多く用いられ、用途によってはショットもしくはビーズを砕いた角のある非球形粒子のグリッドも用いられる。近年の軽合金製品の増加によりアルミ、亜鉛系の粒子も多く用いられている。また、ステンレス系グリットはセラミック系投射材（アルミナ、ガーネット）の代替として使用可能であり、再生率向上により、産業廃棄物削減に寄与することから注目されている。その他、特殊なものとしてショットピーニング用のアモルファス球形粒子も存在する。用途として表面研削、バリ取り、ショットピーニング等がある。
セラミック系
アルミナ、炭化ケイ素（SiC）など硬度のある球形粒子や微粉末を投射することにより、高硬度ワークの表面研削、模様付けに用いられる。利点としては、セラミック系であるため、対象物を錆びさせることがないが、一方、欠点として割れやすく、昨今の環境対応という面では課題を残している。
その他
ナイロンやポリカーボネートのような樹脂や、クルミや木材チップのような植物系、ガラス粉末やガラスビーズなど投射できるものであればほとんどの素材が投射材として使用可能である。最近ではドライアイスを使った回収作業が必要ない新しい素材も注目されている。
1980年代、ニューヨークにある自由の女神像のメンテナンス作業中に一般的には重曹として知られる炭酸水素ナトリウムを投射材として使用したところ柔らかい銅素材を傷つけずに汚れを取り除けることが偶然発見され重曹もソーダ・ブラストとして使用されるようになった。
- アイスブラスト（英語版）、ドライアイス洗浄

## ブラスト条件
ブラストする場合の条件としては、投射材の種類（粒径、組成、密度、硬度、強度）、投射速度、投射角度、投射量などがあり、ワークの硬さ加工条件によって適切なものを選定しなければならない。特に粒径、硬度、投射速度は重要である。条件が外れていると、加工がうまくいったとしても、投射材の磨耗や破砕が早く進んでしまうため、投射材のコストが膨らむ。